# Generalfeldmarschall-Leutnant
Generalfeldmarschallleutnant war ein dem Feldmarschallleutnant sehr ähnlicher militärischer Dienstgrad. Er kam gleichzeitig mit dem des Generalfeldmarschalls im 17. Jahrhundert auf. Der Kriegsherr pflegte einem Generalfeldmarschall einen „Lieutenant“ beizugeben, der den Generalfeldmarschall zu unterstützen und zu vertreten hatte.